# Teatro Mascagni (Livorno)
Il Teatro Mascagni è una struttura teatrale di Livorno, sita alla periferia est della città, nel parco della storica Villa Corridi.

## Storia
L'edificio, in stile razionalistico-eclettico fu costruito nel corso degli anni trenta del XX secolo all'interno del parco del Sanatorio Marino "Umberto I", realizzato nel 1904 sulle pendici collinari della periferia livornese, nel luogo dove sorgeva Villa Corridi.
All'esterno l'edificio è caratterizzato da una facciata di forma concava tripartita da semicolonne di pietra artificiale che incorniciano le geometriche aperture; al piano superiore è impreziosita ai lati da due nicchie con figure muliebri in cemento e, al centro, da un medaglione col ritratto di Pietro Mascagni.
All'interno il teatro, dopo l'atrio e un piccolo foyer, presenta una sala rettangolare con galleria a U e al centro la cabina di proiezione. L'ampio boccascena, che apre su una torre scenica alta ma poco profonda, è decorato da statue con figure femminili e mascheroni, mentre la galleria presenta bassorilievi con strumenti musicali.
Il teatro nel secondo dopoguerra ha seguito il lento declino del sanatorio e solo nel 1970 è stato ceduto al Comune di Livorno che, attraverso il suo Ufficio tecnico, ha avviato un complesso progetto di recupero, ultimato nel 1996. Da allora questo interessante spazio teatrale ha ripreso a funzionare ospitando spettacoli di vario genere.